# Tumpang (Talun)
Tumpang is een bestuurslaag in het regentschap Blitar van de provincie Oost-Java, Indonesië. Tumpang telt 4864 inwoners (volkstelling 2010).